# Snyderina
Snyderina és un gènere de peixos pertanyent a la família dels tetrarògids i a l'ordre dels escorpeniformes.

## Hàbitat i distribució geogràfica
Es troba a l'Índic occidental (el golf d'Aden, el Iemen, el golf d'Oman, Oman, el mar d'Aràbia, el sud-oest de l'Índia i, probablement també, les illes Seychelles) i el Pacífic occidental (el Japó -des de la badia de Sagami fins Amami Oshima, una de les illes Amami a la prefectura de Kagoshima, i les illes Ryukyu-, la mar Groga, la Xina, Taiwan -incloent-hi les illes Pescadors-, el mar de la Xina Meridional, el mar de Banda i Indonèsia).

## Cladograma
| Snyderina (Jordan i Starks, 1901) | \| \| Snyderina guentheri (Boulenger, 1889)[37] \| \| \| \| \| \| Snyderina yamanokami (Jordan i Starks, 1901)[36][13][38] \| \| \| \| |
|                                   | \| \| Snyderina guentheri (Boulenger, 1889)[37] \| \| \| \| \| \| Snyderina yamanokami (Jordan i Starks, 1901)[36][13][38] \| \| \| \| |
|                                   | Ablabys |
|                                   | |
|                                   | Centropogon |
|                                   | |
|                                   | Coccotropsis |
|                                   | |
|                                   | Cottapistus |
|                                   | |
|                                   | Glyptauchen |
|                                   | |
|                                   | Gymnapistes |
|                                   | |
|                                   | Liocranium |
|                                   | |
|                                   | Neocentropogon |
|                                   | |
|                                   | Neovespicula |
|                                   | |
|                                   | Notesthes |
|                                   | |
|                                   | Ocosia |
|                                   | |
|                                   | Paracentropogon |
|                                   | |
|                                   | Pseudovespicula |
|                                   | |
|                                   | Richardsonichthys |
|                                   | |
|                                   | Tetraroge |
|                                   | |
|                                   | Vespicula |
|                                   | |
|                                   | Snyderina guentheri (Boulenger, 1889)                                                                                                  |
|                                   | |
|                                   | Snyderina yamanokami (Jordan i Starks, 1901)                                                                                           |
|                                   | |

|  | Snyderina guentheri (Boulenger, 1889)        |
|  |                                              |
|  | Snyderina yamanokami (Jordan i Starks, 1901) |
|  |                                              |